# تپه کالولی‌داغ شرقی
تپه کالولی داغ شرقی مربوط به دوره اشکانیان است و در شهرستان مشگین‌شهر، بخش مشکین شرقی، دهستان قره سو، روستای ارجق واقع شده و این اثر در تاریخ ۱۲ دی ۱۳۸۶ با شمارهٔ ثبت ۲۰۳۴۰ به‌عنوان یکی از آثار ملی ایران به ثبت رسیده‌است.